# كاتي فلين
كاتي فلين (بالإنجليزية: Katie Flynn)‏ (1936، نورتش في المملكة المتحدة - 2019)؛ روائية بريطانية.